# Pedro Oba
Pedro Oba, né le 18 mai 2000 à Mongomo, est un footballeur international équatoguinéen. Il joue au poste d'attaquant à Futuro Kings.

## Biographie

### En sélection
Il reçoit sa première sélection en équipe de Guinée équatoriale le 3 septembre 2017, en amical contre le Bénin. Il se met immédiatement en évidence en inscrivant un but, mais il ne peut toutefois empêcher la défaite de son équipe, 1-2.
En début d'année 2018, il participe au championnat d'Afrique des nations organisé au Maroc. Il joue deux matchs lors de cette compétition, avec pour résultats deux défaites.
Le 2 septembre 2019, il s'illustre en étant l'auteur d'un doublé contre le Congo, permettant à son équipe de faire match nul (2-2).
Par la suite, en début d'année 2022, il est retenu par le sélectionneur Juan Micha afin de participer à la CAN 2021 organisée au Cameroun. Lors de cette compétition, il ne joue qu'une seule rencontre, le quart de finale perdu face au Sénégal.